# Anydraula glycerialis
Espèce
Anydraula glycerialis est une espèce de lépidoptères de la famille des Crambidae.
On la trouve en Australie.

## Galerie

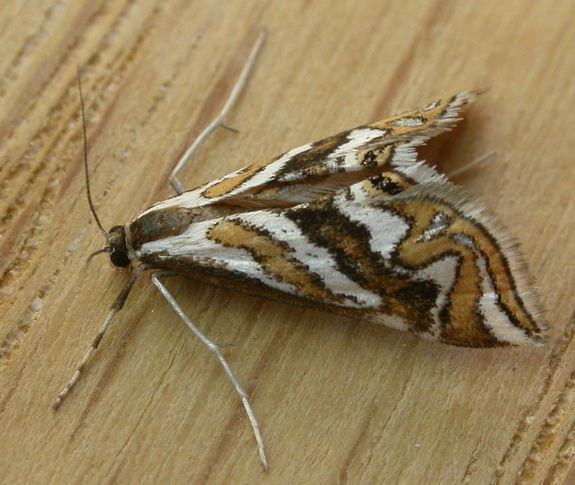